# 矢野広美
矢野 広美（やの ひろみ、現姓：池田、1955年1月5日 - ）は、日本の元女子バレーボール選手、指導者。

## 来歴
山梨県南巨摩郡増穂町（現富士川町）出身。増穂商業高校入学直後からバレーボールを始める。インターハイは3年連続出場し活躍した。
増穂商業を卒業後、日本リーグの日立武蔵（当時）に入団。
1973年に日本代表に選ばれて、1976年モントリオールオリンピックで金メダルを獲得した。
1979年に現役引退後は、竜王中などのコーチを務め、2009年4月より山梨県の日本航空高等学校バレーボール部の監督に就任。同月山梨県高校春季大会にて監督として初采配、母校増穂商業と対戦しフルセットの末、優勝を飾る。

## 人物・エピソード
中学時代の部活動はコーラス部だったが、高校入学式当日にバレーボール部監督に、170cmの長身を見込まれて勧誘を受けた。農業を営む両親は、最初は「お好きなように」と認めてくれたが、農繁期でも家業を手伝いできず、矢野がバレーボール部活動を続けることに後に反対にまわったという。
日立武蔵に入団を決めたのは、山田重雄が言った「モントリオールオリンピックを目指しているから協力してくれ」の一言だったという。日立武蔵入団後には前年のレギュラーが4人同時に抜けたこともあり、吉田真理子や高柳昌子との同期ライバル競争に勝ち、都市対抗バレー（現・黒鷲旗大会）からレギュラーを獲得した。

## 球歴
- 全日本代表としての主な国際大会出場歴
  - オリンピック - 1976年
  - 世界選手権 - 1974年、1978年
  - ワールドカップ - 1977年

## 受賞歴
- 1976年 - 第9回日本リーグ ブロック賞、ベスト6
- 1977年 - 第10回日本リーグ ブロック賞、ベスト6
- 1978年 - 第11回日本リーグ ベスト6

## 所属チーム
- 増穂商業
- 日立武蔵/日立（1973-1979年）